# Jens Christian Susa
Jens Christian Susa (* 15. Februar 1969 in Weimar) ist ein deutscher Filmproduzent und Executive Producer. Seit 2018 ist er als Geschäftsführer für die Provobis Gesellschaft für Film und Fernsehen mbH tätig.

## Leben
Jens C. Susa ist gelernter Zimmermann. Er war Requisiteur am Staatstheater Darmstadt und Stadttheater Trier, Theatermaler und Requisiteur am Deutschen Nationaltheater Weimar, Redakteur der Sendungen Stars & Streifen sowie Abgedreht beim Fernsehen aus Berlin (FAB).
Nach seiner Ausbildung zum Produktionsleiter bei der Luna Film GmbH, wechselte er später als Herstellungsleiter zur Firma MOOVIE GmbH von Oliver Berben und Carlo Rola. 2003 fusionierte MOOVIE GmbH mit der Constantin Film AG von Bernd Eichinger zur MOOVIE the art of Entertainment GmbH. Als Executive Producer verantwortete er vorwiegend Fernsehfilme, u. a. den ZDF-Dreiteiler Die Patriarchin, Afrika, mon amour und Krupp – Eine deutsche Familie. Er wirkte an der Produktion von mehr als 20 Einzelfilmen der ZDF-Krimireihe Rosa Roth (mit Iris Berben) als Produktions- und Herstellungsleiter sowie später als Executive Producer mit. Gemeinsam mit Oliver Berben war er viele Jahre Geschäftsführer der MOOVIE the art of entertainment GmbH.
Seit 2013 ist er als Filmproduzent und Executive Producer für die Provobis Gesellschaft für Film und Fernsehen mbH tätig, seit 2018 ist er dort Geschäftsführer. Der von ihm produzierte Fernsehfilm Der namenlose Tag (2017) erhielt bei der Romyverleihung 2018 Auszeichnungen in den Kategorien „Beste Regie TV-Film“ (Volker Schlöndorff) und „Beste Bildgestaltung TV-Film“. Der von ihm produzierte Film Hanne hat den Adolf-Grimme-Preis 2020 in der Sektion „Fiktion/Fernsehfilm“ gewonnen für Regie (Dominik Graf), Drehbuch (Beate Langmaack) und Hauptdarstellerin (Iris Berben).

## Filmografie
Produktionsleiter, Herstellungsleiter, Executive Producer (Auswahl)
- 1994: Das Glück meiner Schwester (Kino)
- 1995: Unbeständig und Kühl (Kino)
- 1996: Not a Lovesong (Kino)
- 1997–2009: Rosa Roth (Serie; 16 x 90 Min.)
- 1999–2003: Der Solist (Serie; 4 x 90 Min.)
- 1998: Das Miststück (TV)
- 1999: Gefährliche Träume (TV)
- 2001: Wer liebt, hat Recht (TV)
- 2001: Sass Die Meisterdiebe (Kino)
- 2002: Fahr zur Hölle, Schwester (TV)
- 2003: Schöne Witwen küssen besser (2 × 90 Min.)
- 2003: Und jetzt, Israel? (2 × 45 Min., Doku)
- 2004: Die schöne Braut in Schwarz (TV)
- 2005: Die Patriarchin (Serie 6 x 45 Min. und 3 × 90 Min.)
- 2006: Der Tag wird kommen (Serienspecials 6 x 45 Min; 3 × 90 Min.  aus der Reihe Rosa Roth)
- 2006: ...more than 1000 Words (TV-Dokumentation)
- 2007: Afrika, mon amour (Serie; 6 x 45 Min.; 3 × 90 Min.)
- 2008: Und Jimmy ging zum Regenbogen (TV)
- 2008: Gott schützt die Liebenden (TV)  Romanneuverfilmungen von Johannes Mario Simmel
- 2009: Krupp – Eine deutsche Familie (Serie; 6 x 45 Min.; 3 × 90 Min.)
- 2010: Liebe ist nur ein Wort (TV)
- 2011: Vergiss nie, das ich dich liebe (TV)
- 2015: Die Kinder meines Bruders (TV)
- 2016: Die Konfirmation (TV)

Produzent, Executive Producer (Auswahl)
- 2016: Verliebt in Amsterdam, ARD (Buch Thomas Kirdorf / Regie Florian Froschmayer)
- 2017: Krüger: Krügers Odyssee, ARD (Buch Ulla Ziemann, Marc Andreas Bochert / Regie Marc Andreas Bochert)
- 2017: Der namenlose Tag, ZDF (Romanverfilmung von Volker Schlöndorff nach Bestseller von Friedrich Ani)
- 2017: Rübezahls Schatz, (Märchenverfilmung ZDF, Buch Bettina Jannis, Angelika Schwarzhuber / Regie Stephan Bühling)
- 2018: Küss die Hand, Krüger, ARD (Buch Martin Kluger, Marc Andreas Bochert / Regie Marc Andreas Bochert)
- 2018: Hanne, ARD/NDR (Buch Beate Langmaack / Regie Dominik Graf)[2]
- 2018: Tatort: Tiere der Großstadt, ARD/RBB / (Buch Beate Langmaack / Regie Roland Suso Richter)
- 2018: Gloria, die schönste Kuh meiner Schwester, ARD (Buch und Regie Ingo Rasper)
- 2019: Schneewittchen und der Zauber der Zwerge, ZDF (Buch Max Honert / Regie Ngo the Chau)
- 2020: Krüger - Krüger bleibt Krüger, ARD (Buch Ulla Ziemann, Marc Andreas Bochert / Regie Marc Andreas Bochert)
- 2020: Die Hexenprinzessin, ZDF (Buch Max Honert, Kai Mayer / Regie Ngo the Chau)
- 2020: Mein Altweibersommer, / My Indian Summer  ARD/Degeto (Buch Beate Langmaack / Regie Dustin Loose)
- 2021: Zwerg Nase, ZDF (Buch Adrian Bickenbach / Regie Ngo the Chau)
- 2021: Polizeiruf 110: Bis Mitternacht, BR/ARD (Buch Tobias Kniebe / Regie Dominik Graf)
- 2022: Tatort: Das Mädchen, das allein nach Haus’ geht  ARD/RBB / (Buch Günter Schütter / Regie  Ngo The Chau)
- 2022: Das Märchen vom Frosch und der goldenen Kugel   ZDF (Buch Max Honert  / Regie Ngo the Chau)
- 2023: Rapunzel und die Rückkehr der Falken  ZDF (Buch Max Honert / Regie Christoph Heimer)
- 2023: Mein Falke ARD/NDR (Buch Beate Langmaack / Regie Dominik Graf)
- 2024: Tatort: Am Tag der wandernden Seelen RBB/ARD  (Buch Josefine Scheffler, Mira Thiel / Regie Mira Thiel)
- 2024: Tatort: Vier Leben RBB/ARD (Buch Thomas A. Szabó / Regie Mark Monheim)
- 2024: Dornröschen und der Fluch der siebten Fee ZDF  (Drehbuch: Dana Bechtle Bettinger / Regie Ngo The Chau)
- 2024:  Polizeiruf 110: Jenseits des Rechts BR/ARD (Buch Tobias Kniebe / Regie Dominik Graf)

## Auszeichnungen und Ehrungen (Auswahl)
- 2017: Hamburger Filmfest, Nominierung Produzentenpreis für Der namenlose Tag
- 2018: New York Festivals, Gold World Medal für Regie sowie Silver World Medals für Kamera, Drehbuch, Produktion für Der namenlose Tag[3]
- 2018: Accolade Global Film Competition Award, Award of Excellence Special Mention für Der namenlose Tag[4]
- 2018: Deutscher Fernsehkrimipreis, Nominierung Hauptpreis für Der namenlose Tag
- 2018: Romy „Beste Regie TV-Film“ und „Beste Bildgestaltung TV-Film“ für Der namenlose Tag
- 2018: Münchner Filmfest, Nominierung Bernd Burgemeister Fernsehpreis für Hanne
- 2018: Festival des deutschen Films, Nominierung Rheingold Publikumspreis und Preis für Schauspielkunst für Iris Berben in Hanne
- 2018: Filmfest Hamburg, Nominierung und „besondere Erwähnung“ beim Hamburger Produktionspreis für Deutsche Fernsehproduktionen für Gloria, die schönste Kuh meiner Schwester
- 2019: Adolf-Grimme-Preis, Nominierung Wettbewerb Fiktion mit Der namenlose Tag
- 2019: Fernsehfilm-Festival Baden-Baden, Nominierung Fernsehfilmpreis der Deutschen Akademie der Darstellenden Künste und 3sat-Zuschauerpreis für Hanne
- 2019: Festival des deutschen Films, Nominierung für den „Rheingold Publikumspreis“ für Gloria die schönste Kuh meiner Schwester
- 2019: Deutscher Filmmusikpreis an Michael Beckmann, Thomas Stöwer, Anja Krabbe  in Kategorie „Bester Song im Film“ für Schneewittchen und der Zauber der Zwerge
- 2019: San Diego International Kids Film Festival, Grand Jury Prize/Best Feature Film, Schneewittchen und der Zauber der Zwerge
- 2019: Märchenfilmfest Fabulix, Zuschauerpreis für Schneewittchen und der Zauber der Zwerge[5]
- 2020: Adolf-Grimme-Preis Sektion „Fiktion/Fernsehfilm“ an Regisseur Dominik Graf, Drehbuchautorin Beate Langmaack und Hauptdarstellerin Iris Berben für Hanne[6]
- 2021: Münchner Filmfest, Nominierung & Prämie Bernd Burgemeister Fernsehpreis für Polizeiruf 110: Bis Mitternacht[7]
- 2021: Fernsehfilm-Festival Baden-Baden, Fernsehfilmpreis der Deutschen Akademie der Darstellenden Künste für Polizeiruf 110: Bis Mitternacht
- 2022: Deutscher Fernsehkrimipreis, Publikumspreis & Sonderpreis für die herausragende Gesamtleistung  für Polizeiruf 110: Bis Mitternacht[8]